# Liste von Schiffen mit dem Namen Kent
Kent bzw. HMS Kent ist der Name mehrerer britischer Schiffe, die nach der Grafschaft Kent und dem Duke of Kent benannt sind.

## Kent
Kent war der Name von mindestens sieben sogenannten Ostindienfahrern der Britischen Ostindien-Kompanie in der Zeit von 1680 bis 1825:
- Die erste Kent (130 tons bm,[1] 12–20 Kanonen und 27–28 Mann Besatzung) unternahm zwischen 1681 und 1687 zwei Fahrten nach Indien und zurück.
- Die zweite Kent (350 tons bm, 26–30 Kanonen, 70 Mann Besatzung) unternahm zwischen 1694 und 1715 vier Fahrten nach Indien oder China und zurück.
- Die dritte Kent (498 tons bm, 30 Kanonen, 99 Mann Besatzung) unternahm zwischen 1740 und 1756 vier Fahrten nach Indien oder China und zurück.

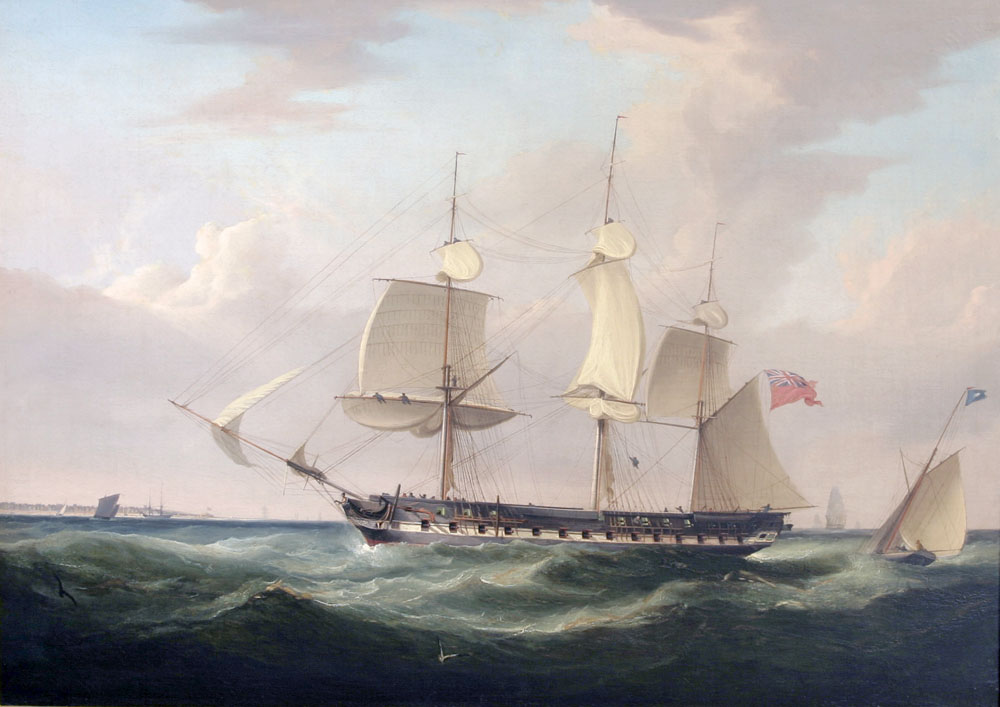
Die siebente Kent vor der kentischen Küste bei Deal

- Die vierte Kent (842 tons bm) unternahm zwischen 1764 und 1774 vier Fahrten nach Indien oder China und zurück.
- Die fünfte Kent (783 oder 755 tons bm, 20 und später 26 6-Pfünder und sieben 9-Pfünder Kanonen) machte zwischen 1782 und 1797 sechs Fahrten, die beiden letzten mit Kaperbriefen ausgestellt am 21. August 1793 für Captain Richard Hardinge bzw. am 14. März 1795 für Captain George Saltwell.
- Die sechste Kent (875 tons bm, 26 9- und 18-Pfünder) wurde auf ihrer ersten Reise nach Bengalen am 7. Oktober 1800 von dem französischen Kaperkapitän Robert Surcouf mit der Clarisse (18 Kanonen und 105 Mann Besatzung) gekapert.
- Die siebente Kent (1332 tons bm) machte zwei Fahrten nach Bombay und China und ging am 1. März 1825 kurz nach dem Beginn ihrer dritten Reise durch Feuer in der Biskaya verloren. Von den 641 Menschen an Bord (364 britische Soldaten, die nach Indien verlegt werden sollten, 129 Familienangehörige und Privatpassagiere und 148 Mann Besatzung), kamen 81 ums Leben.

## Royal Navy
Elf Schiffe der Britischen Royal Navy trugen den Namen Kent bzw. werden ab der 1798 vom Stapel gelaufenen Kent als HMS Kent bezeichnet.
- Die erste Kent war ein 46-Kanonen Schiff der 4. Klasse, das 1652 als Kentish Frigate von Stapel lief, 1660 in Kent umbenannt wurde und 1672 verunglückte.
- Die zweite Kent war ein 70-Kanonen-Linienschiff der 3. Klasse, das 1679 vom Stapel lief, 1699 und 1724 umgebaut und 1744 abgebrochen wurde.
- Die dritte Kent war ein 70-Kanonen-Linienschiff der 3. Klasse, das 1746 vom Stapel lief und 1760 Wohnschiff wurde.
- Die vierte Kent war ein zur Bellona-Klasse gehörendes 74-Kanonen-Linienschiff der 3. Klasse, das 1762 vom Stapel lief und 1784 verkauft wurde.
- Die fünfte Kent war ein zur Ajax-Klasse gehörendes 74-Kanonen-Linienschiff der 3. Klasse, das 1798 vom Stapel lief, 1856 in ein Kranschiff umgewandelt und 1881 abgebrochen wurde.
- Die sechste Kent war ein Kanonenboot mit 16 Geschützen, das 1798 angekauft und 1801 wieder verkauft wurde.
- 1860 erfolgte die Kiellegung für ein 91-Kanonen-Linienschiff 2. Klasse, das den Namen HMS Kent erhalten sollte. Der Bau wurde 1863 aufgegeben.
- Die siebente Kent war ursprünglich das 98-Kanonen-Linienschiff 2. Klasse Impregnable. 1888 wurde sie als Wohnschiff in Kent, 1891 als stationäres Schottisches Schulschiff für die Ausbildung von Matrosen in Caledonia umbenannt und schließlich 1906 abgebrochen.
- Die achte Kent war ein Panzerkreuzer der Monmouth- oder County-Klasse, der 1901 vom Stapel lief und 1920 zum Abbruch verkauft wurde.
- Die neunte Kent (68) war ein Schwerer Kreuzer der County-Klasse (1928), der 1926 vom Stapel lief und 1948 zum Abbruch verkauft wurde.
- Die zehnte Kent (D12) war ein Raketenzerstörer der County-Klasse (1962), der 1961 vom Stapel lief und 1997 zum Abbruch verkauft wurde.
- Die elfte Kent (F78) ist eine 1998 vom Stapel gelaufene Fregatte der Duke-Klasse, die sich im Dienst befindet.